# Alojz Dúha
Alojz Dúha (* 16. února 1938) je bývalý slovenský a československý politik Veřejnosti proti násilí a poslanec Sněmovny národů Federálního shromáždění po sametové revoluci.

## Biografie
K roku 1990 je profesně uváděn jako stavební inženýr s. p. Stavoprojekt Ružomberok, bytem Ružomberok. V listopadu 1989 se v Ružomberku podílel na průběhu sametové revoluce.
V lednu 1990 zasedl v rámci procesu kooptací do Federálního shromáždění po sametové revoluci do slovenské části Sněmovny národů (volební obvod č. 114 - Ružomberok, Středoslovenský kraj) jako bezpartijní poslanec (respektive poslanec za hnutí Veřejnost proti násilí). Ve Federálním shromáždění setrval do konce funkčního období, tedy do voleb roku 1990.
K roku 2012 se uvádí jako obyvatel Ružomberku a coby vysokoškolsky vystudovaný stavař.